# A Night in Tunisia
A Night in Tunisia är ett musikalbum från 1960 med trumslagaren Art Blakey & The Jazz Messengers. Albumet återutgavs på cd 1989 då kompletterad med två bonusspår.

## Låtlista
Spår 6 och 7 endast på cd-utgåvan.
1. A Night in Tunisia (Dizzy Gillespie/Frank Paparelli) – 11'16
2. Sincerely Diana (Wayne Shorter) – 6'51
3. So Tired (Bobby Timmons) – 6'39
4. Yama (Lee Morgan) – 6'25
5. Kozo's Waltz (Lee Morgan) – 6'49
6. When Your Lover Has Gone (Einar Aaron Swan) – 6'45
7. Sincerely Diana [alternate take] – 6'58

## Medverkande
- Lee Morgan – trumpet
- Wayne Shorter – tenorsaxofon
- Bobby Timmons – piano
- Jymie Merritt – bas
- Art Blakey – trummor